# Jaime Pinto Bravo
Jaime René Pinto Bravo (9 ottobre 1939) è un ex tennista cileno.
Ha sposato Ana María Arias, anch'ella ex tennista.

## Carriera
In carriera ha raggiunto una finale nel doppio al Tennis South Invitational nel 1973, in coppia con l'argentino Tito Vázquez. Nei tornei del Grande Slam ha ottenuto il suo miglior risultato raggiungendo il quarto turno nel doppio misto a Wimbledon nel 1970.
In Coppa Davis ha giocato un totale di 28 partite, ottenendo 15 vittorie e 13 sconfitte.

## Statistiche

### Doppio

#### Finali perse (1)
| Numero | Anno          | Torneo                             | Superficie | Compagno     | Avversari in finale      | Punteggio |
| 1.     | 28 marzo 1973 | Tennis South Invitational, Jackson | Cemento    | Tito Vázquez | Zan Guerry Frew McMillan | 2-6, 4-6  |